# Тюльпанов, Вадим Альбертович
Вади́м Альбе́ртович Тюльпа́нов (8 мая 1964, Ленинград — 4 апреля 2017, Санкт-Петербург) — российский государственный деятель. Член Совета Федерации Федерального Собрания Российской Федерации от исполнительного органа государственной власти Ненецкого автономного округа, председатель Комитета по Регламенту и организации парламентской деятельности Совета Федерации. Председатель Законодательного собрания Санкт-Петербурга (2003—2011). Член Совета Федерации Федерального Собрания Российской Федерации от Законодательного Собрания Санкт-Петербурга (2011—2014).

## Биография

### Образование
В 1986 году окончил Ленинградское высшее инженерное морское училище имени адмирала С. О. Макарова.
В 2009 году окончил Санкт-Петербургский государственный университет по специальности «юриспруденция».

### Трудовая деятельность
После окончания училища работал механиком на судах Балтийского морского пароходства.
В 1993 году основал компанию морских перевозок ЗАО «Меркурий транспорт компани».
В июле 1997 года стал соучредителем и был избран председателем совета Санкт-Петербургского регионального фонда правовой защиты пенсионеров и малоимущих.

### Политическая карьера
В феврале 1998 года был избран депутатом муниципального совета МО № 27 Кировского района.
С 1998 года избирался депутатом Законодательного Собрания Санкт-Петербурга 2-5-го созывов.
С июля 1999 года председатель комиссии по транспортному комплексу, с июня 2001 года — заместитель председателя Законодательного Собрания Санкт-Петербурга.
Член партии «Единая Россия» с декабря 2002 года.
С января 2003 года по декабрь 2011 года — председатель Законодательного Собрания Санкт-Петербурга. Председатель Совета сторонников Санкт-Петербургского Регионального отделения Всероссийской политической партии «Единая Россия» с марта 2003 года.
В 2004—2012 годах — секретарь политического совета Санкт-Петербургского регионального отделения Всероссийской политической партии «Единая Россия».
В декабре 2011 года был избран членом Совета Федерации Федерального Собрания Российской Федерации от Законодательного собрания Санкт-Петербурга пятого созыва.
Являлся заместителем председателя Комитета Совета Федерации по экономической политике, затем — председателем Комитета по регламенту и организации парламентской деятельности Совета Федерации.
С 2013 года член президиума Центрального совета сторонников партии «Единая Россия».
С 2013 по 2016 года входил в состав Высшего совета партии «Единая Россия».
В сентябре 2014 года был наделен полномочиями члена Совета Федерации Федерального Собрания РФ — представителя от Администрации Ненецкого автономного округа.
Возглавил созданную в июле 2015 в Совете Федерации России временную комиссию по контролю за подготовкой к Чемпионату мира по футболу-2018, в которую вошли сенаторы от регионов, где будут проводиться матчи предстоящего мирового первенства, а также главы ключевых для подготовки к чемпионату комитетов палаты. В сентябре 2015 года вошёл в состав Координационного совета программы подготовки к проведению в России в 2018 году чемпионата мира по футболу.
Принимал участие в избирательных кампаниях:
- 2000 г. — выборы Президента Российской Федерации (доверенное лицо В. В. Путина),
- 2004 г. — выборы Президента Российской Федерации (доверенное лицо В. В. Путина),
- 2007 г. — выборы депутатов Законодательного Собрания Санкт-Петербурга 4-го созыва (возглавлял список кандидатов Санкт-Петербургского Регионального отделения Всероссийской Политической партии «Единая Россия»),
- 2007 г. — выборы депутатов Государственной Думы Федерального Собрания Российской Федерации (начальник избирательного штаба регионального отделения партии «Единая Россия»),
- 2008 г. — выборы Президента Российской Федерации (заместитель начальника регионального избирательного штаба партии «Единая Россия»),
- 2011 г. — выборы депутатов Государственной Думы Федерального Собрания РФ и Законодательного Собрания Санкт-Петербурга (начальник регионального избирательного штаба партии «Единая Россия»),
- 2012 г. — выборы президента Российской Федерации (член избирательного штаба партии «Единая Россия»).

### Инициативы
Был одним из самых публичных членов Совета Федерации. В медиарейтинге сенаторов Совета Федерации РФ за 2013, 2014, 2015 года, которые подготовила компания «Медиалогия» находится на 4 месте. В 2016 году в данном рейтинге оказался на 6 месте.
В 2002 году организовал конкурс на слова официального гимна Санкт-Петербурга. Победителем стал Олег Чупров. В апреле 2003 года Законодательным Собранием Санкт-Петербурга был принят соответствующий закон.
В 2006 году стал автором изменения в Федеральный Закон «О ветеранах», благодаря чему жители блокадного Ленинграда были приравнены к ветеранам Великой Отечественной войны и получили соответствующие льготы, включая вторую пенсию, как участники войны.
С 2007 года является руководителем проекта партии «Единая Россия» «Санкт-Петербург — морская столица России» в рамках которого осуществлялась работа по различным направлениям морской деятельности: развитие транспортно-транзитного потенциала России, портовой инфраструктуры и судостроительной отрасли; сохранение экологической безопасности морской акватории; формирование кадрового потенциала для предприятий сферы транспорта и развитие морского и речного туризма.
В 2009 году вместе с комитетом по социальной политике Санкт-Петербурга создал проект «Единая Семья», направленный на помощь в усыновлении детей-сирот и снижению количества отказов от детей в родильных домах. Проект охватил практически все детские дома и школы-интернаты для детей-сирот и детей, оставшихся без попечения родителей. В ходе реализации проекта была создана база данных петербургских детей-сирот с видеосюжетом о каждом ребёнке, размещенная на сайте sirota-spb.ru
В 2011 году инициировал принятие «Социального кодекса Санкт-Петербурга», в котором сконцентрированы все меры социальной поддержки за счет средств городского бюджета различным категориям горожан: детские пособия, компенсационные выплаты многодетным семьям, студенческим семьям, гражданам, оказавшимся в кризисной жизненной ситуации, и др.
В 2011 году на первомайской демонстрации Тюльпанов объявил о том, что будет добиваться отзыва из Совета Федерации председателя верхней палаты парламента, представляющего Законодательное Собрание Санкт-Петербурга Сергея Миронова. 18 мая Законодательное Собрание Санкт-Петербурга отозвало своего представителя из Совета Федерации.
В 2011 году поддержал принятие в Санкт-Петербурге закона о запрете так называемой «пропаганды гомосексуализма». Он отметил, что в будущем штрафы могут вырасти с 50 до 500 тысяч рублей и назвал эту меру «адекватной проступку».
В 2012 году внес ряд изменений в Федеральный закон «О формировании Совета Федерации»
В 2013 году по просьбе жителей блокадного Ленинграда добился внесения изменений в Федеральный Закон «О праздниках и памятных датах России», предполагающих переименования дня «снятия блокады Ленинграда» на «полное освобождение Ленинграда от фашистской блокады»
В августе 2013 года первым из политиков выступил за сохранение права для студентов на бесплатное посещение музеев. Право на льготу было прописано в пункте 3 статьи 16 Федерального закона «О высшем и послевузовском профессиональном образовании». С вступлением в силу нового закона об образовании этот нормативный акт утрачивал силу. 13 августа 2013 года Вадим Тюльпанов внес в Государственную Думу законопроект, возвращающий студентам право на бесплатное посещение музеев и пользование библиотеками
В 2013 году являлся автором законодательных инициатив, направленных на гуманизацию уголовного законодательства. Так, сенатор предлагал гарантировать подследственным, находящимся под домашним арестом, как минимум одну часовую прогулку в день. Тюльпанов пояснил необходимость принятия поправок тем, что отбывание домашнего ареста без разрешенной прогулки нарушает конституционное право гражданина на охрану здоровья. Кроме того, у обвиняемого может не оказаться родных или близких, которые могли бы ходить в магазин и выполнять иные просьбы подследственного, для которых необходимо покинуть помещение Также, Тюльпанов вместе с группой сенаторов предлагал внести поправки в Уголовный кодекс, которые позволят обвиняемым, находящимся под стражей в СИЗО или под домашним арестом, присутствовать на похоронах близких.
В 2013 года предложил ужесточить наказание за «телефонный терроризм».
В 2013 году разработал законопроект предполагающий штрафы за езду на летней резине зимой.
В марте 2014 года начал активно продвигать инициативу по созданию детских хосписов в различных регионах России
В апреле 2014 года стал одним из авторов законопроекта «О противодействии реабилитации нацизма, героизации нацистских преступников и их пособников» и о внесении изменений в ФЗ «О противодействии экстремистской деятельности».
В мае 2014 года высказался за ужесточение наказания для авиадебоширов. Сенатор предложил дополнить статью 213 Уголовного кодекса РФ («Хулиганство») пунктом «в», предусматривающим наказание за дебош, совершенный на воздушном транспорте.
В июле 2014 года предложил публиковать задание ЕГЭ заранее. «Известны случаи, когда страх доводил учеников до депрессии, а порой и становился причиной драм, вплоть до самоубийств, — пишет сенатор. — По мнению опытных педагогов, да и по словам самих учеников и родителей, они не до конца уверены в способности государства обеспечить равные возможности прохождения итоговой аттестации. А ведь она определяет дальнейшую судьбу человека»
В июле 2014 года организовал в Петербурге штаб по оказанию помощи украинским беженцам в Ростовской области.
В сентябре 2014 года обратился к Президенту России Владимиру Путину с просьбой рассмотреть возможность захоронения останков тел членов семьи последнего российского императора Николая II — цесаревича Алексея и великой княжны Марии.
В апреле 2015 года обратился к Дмитрию Медведеву с инициативой снизить разрешенную скорость движения автомобилей в населенных пунктах с 60 до 50 км/ч. В документе говорилось, что это поможет не только сократить количество ДТП и тяжесть их последствий, но и улучшить экологическую ситуацию и даже повысить пропускную способность дорог.
В июле 2015 года возглавил Временную комиссию Совета Федерации по вопросам подготовки и проведения в 2018 году в Российской Федерации чемпионата мира по футболу
В августе 2015 стал одними из инициаторов законопроекта о беби-боксах. Законопроект предлагал закрепить требования к безопасности беби-боксов, а также правила их установки и эксплуатации.
В сентябре 2015 года вместе с сенатором Константином Добрыниным предложил вывести владельцев соцсетей из-под действия «закона о блогерах». Соответствующие поправки к закону об информации внесены в Государственную Думу. Целью законопроекта называется выведение «владельцев социальных сетей из-под ответственности за информацию, размещаемую пользователями».
В октябре 2015 год представил в Государственной Думе законопроект, который гарантирует задержанному право на один телефонный звонок близким не позднее двух часов с момента доставления его в орган дознания. Инициатива также предоставляет задержанным право потребовать присутствия адвоката ещё на стадии составления протокола о задержании. Авторами законопроекта выступили члены Совета Федерации Константин Добрынин, Вадим Тюльпанов и Андрей Клишас.
В октябре 2015 года внес в Государственную Думу законопроект об ужесточении ответственности для руферов в 20 раз. «Страшно видеть, когда молодые люди необдуманно рискуют своей жизнью ради эффектной фотографии или просто из озорства. При попытке сделать уникальное фото молодые люди обманным путём самовольно проникают на крыши многоэтажных жилых домов, небоскребов, радиовышек. Зачастую это заканчивается трагедией. Число происшествий с любителями экстремальных съемок постоянно увеличивается», — сказал Вадим Тюльпанов.
В феврале 2016 года предложил выплачивать пособие по больничному при заболевании гриппом или ОРВИ в 100-процентном размере среднего заработка заболевшего в течение первых 10 календарных дней. «Наибольшая активность простудных заболеваний приходится на зимний и межсезонные периоды, — говорит сенатор. — В это время до 94 процентов инфицированных граждан продолжают ходить на работу с температурой, кашлем, насморком и плохим самочувствием, способствуя дальнейшему распространению инфекции».
В феврале 2016 года внес в Государственную Думу законопроект, которым планировалось скорректировать круг субъектов малого и среднего предпринимательства. Речь идет о таких хозяйствующих субъектах, как потребительские кооперативы. До 1 января 2016 года все они могли быть отнесены к малому или среднему бизнесу при условии соблюдения требований к численности работников и объёму годовой выручки, а после этой даты — только сельскохозяйственные потребительские кооперативы. Соответствующие изменения были приняты Госдумой и подписаны президентом в июне. Возврат прежнего статуса потребкооперативам позволит им участвовать в различных программах, направленных на поддержку малого бизнеса. Помимо этого, они смогут попасть под мораторий на проведение плановых проверок, который действует для малых и средних предпринимателей до 2018 года, а также воспользоваться другими преференциями.
Один из авторов закона, освобождающего адвокатов от обязанности предоставлять свои дипломы о юридическом образовании в суде по административным делам.
В апреле 2016 предложил ввести уголовную ответственность за «оскорбление гимна России».
В мае 2016 года внес в Государственную Думу законопроект, в котором предлагает юридически уравнять изготовление фальшивых акцизных алкогольных и табачных марок и фальшивых денег. «Например, в случае использования поддельной марки на одной бутылке водки бюджет теряет, а недобросовестный поставщик зарабатывает более 100 руб. только на неуплаченных налогах. Последствия подделки алкогольной и табачной продукции наносят не только колоссальный экономический ущерб государству, но и представляют собой серьезную угрозу здоровью граждан. Употребление контрафактного алкоголя и табака приводит к инвалидности и порой к смерти сотен тысяч людей по всей стране», — отмечает сенатор.
В мае 2016 года разработал законопроект, который предлагал ввести уголовную ответственность за использование и принуждение к использованию допинга.
В июне 2016 года предложил главам Минздрава России и Минэкономразвития России значительно снизить или вообще отменить транспортный налог для владельцев мотоциклов, мопедов, байков и мотороллеров, давших согласие на посмертную трансплантацию своих донорских органов. Российское законодательство предусматривает так называемую презумпцию согласия, которая позволяет изымать донорские органы у умерших граждан, если они при жизни не оставили нотариально заверенного волеизъявления на сей счет. Незнание россиянами этой нормы, по его мнению, приводило к конфликтным ситуациям между родственниками умершего и врачами, широкому сопротивлению и без того непопулярному в России донорству. Однако вопрос о посмертном донорстве должен решаться только при жизни в здравом уме и твердой памяти. Стимулом для этого могла бы стать система налоговых льгот, считает политик.
В 2016 году работал над созданием филиала Русского музея на Кубе. В. А. Тюльпанов отмечал, что на Кубе предполагается создать постоянную экспозицию русского искусства (живописи и музыки) с участием в том числе Музея изобразительных искусств имени Пушкина, но первоначально центр будет организован как филиал Русского музея.
В ноябре 2016 года вошёл в группу сенаторов подготовивших законопроект, запрещающий лицам, признанным банкротами, занимать должности на государственной службе.
В декабре 2016 года предложил ввести в программу начальной школы уроки шахмат. По словам политика, обучение игре в шахматы позволяет повысить общую успеваемость детей, причем не только по точным предметам, но и по гуманитарным дисциплинам. Умение также может пригодиться в дальнейшей жизни школьников. «Установлено, что шахматы — предмет, который развивает интеллект человека. То есть он учит мыслить на несколько ходов вперед. Считается, что шахматы помогают в таких дисциплинах, как не только математика или физика, но и даже литература», — сказал сенатор. Тюльпанов также добавил, что введение шахмат в школьную программу позволит ученикам, освобожденным по медицинским показаниям от физкультуры, участвовать в спортивных состязаниях.
В январе 2017 года предложил законодательно разрешить должникам выезжать за рубеж сразу по факту оплаты долгов. Соответствующую поправку сенатор предлагал ко второму чтению правительственного законопроекта, облегчающего процесс снятия ограничений на выезд должников за пределы РФ.
В феврале 2017 года предложил предоставлять дополнительный отпуск продолжительностью до трех дней тем, кто привился от гриппа. «Ежегодно в сезон эпидемий гриппа резко возрастает экономический ущерб от трудопотерь, связанных с болезнью работников, которые вынуждены оформлять листы нетрудоспособности. Инфекционными заболеваниями заражаются и дети, уход за ними также требует от работающих родителей оформления больничных. Самое страшное, что грипп по-прежнему является смертельной болезнью: ежегодно фиксируются случаи летального исхода», — говорит сенатор. По мнению Тюльпанова, предоставление дополнительного отпуска тем, кто привился от гриппа, в качестве меры социальной поддержки граждан может быть предусмотрено в статье 116 Трудового кодекса РФ (Ежегодные дополнительные оплачиваемые отпуска) и в законе «Об иммунопрофилактике инфекционных болезней».

### Смерть
Cкончался в Санкт-Петербурге в бане спортивно-оздоровительного комплекса «Оазис» Кировского района, 4 апреля 2017 года. Он упал и ударился головой, при падении получив перелом основания черепа. Прибывшая на место происшествия бригада «скорой помощи» констатировала смерть потерпевшего. 5 апреля 2017 стало известно, что смерть сенатора наступила от острой сердечной недостаточности, вызванной ишемической болезнью сердца. Эксперты пришли к выводу, что падение и травмирование явились следствием сердечного приступа.
Похороны прошли 7 апреля на Новодевичьем кладбище в Санкт-Петербурге.

## Политическая позиция
Был принципиальным противником закона «Димы Яковлева».
Выступил с резкой критикой эстонских властей по вопросу о перезахоронении останков советских солдат.
Являлся одним из активных сторонников отмены нулевого промилле, мотивируя это тем, что допустимая норма содержания алкоголя в крови в 0,3 промилле необходима для того, чтобы не пострадали невиновные люди, принявшие лекарство, выпившие квас. При «нулевом промилле» водители могут лишиться прав или даже сесть в тюрьму из-за показаний прибора, обнаружившего у них алкоголь в организме, считает Тюльпанов.
Активно помогал детскому хоспису Санкт-Петербурга. Проводил масштабную работу по развитию детской паллиативной медицины в России и появлению детских хосписов в других регионах страны.
Входил в попечительский совет собора Феодоровской иконы Божьей Матери и попечительский совет Морского собора города Кронштадт.
Выступал в защиту сохранения музея Арктики и Антарктики.
Дважды обращался к губернатору Санкт-Петербурга с просьбой скорейшим образом восстановить горельеф Мефистофеля на Лахтинской улице.
Сторонник аннексии Крыма Россией.

## Классный чин
Действительный государственный советник Санкт-Петербурга 1 класса

## Семья
Был женат. Дочь Милана, сын Владислав.
Милана 27 июня 2015 года вышла замуж за футболиста Александра Кержакова. 13 мая 2018 объявила о разрыве отношений с Кержаковым. 28 декабря 2018 года Кержаков подал на жену заявление в полицию, обвинив в том, что она готовила его заказное убийство.

## Увлечения
Неплохо пел. Записал два компакт-диска — сборник романсов, посвященных женщинам, под названием «Дарите женщинам тюльпаны» и сборник военных песен под названием «Поклонимся великим тем годам».
До конца 2011 года вёл авторскую программу на телеканале «РЕН-ТВ Санкт-Петербург» «Разговор с председателем».
С 2012 года до конца жизни был автором и ведущим телепередачи «Петербургские встречи» на телеканале «Культура»-Санкт-Петербург.
Пользовался социальной сетью «Твиттер»
Увлекался рыбалкой.
Покровительствовал шаману Коле, который предсказывал сенатору будущее и рассказывал о прошлом.

## Доходы
Доход Вадима Тюльпанова за 2016 год составил 4 607 114, 76 руб.

Автомобиль BMW 530 D (2012 года выпуска) был приобретён в собственность в 2014 году.

## Награды и звания
- Орден «За заслуги перед Отечеством» IV степени (25 декабря 2014) — за большой вклад в развитие российского парламентаризма и активную законотворческую деятельность[66]
- Орден Почёта (1 марта 2007) — за активное участие в законотворческой деятельности
- Медаль «В память 300-летия Санкт-Петербурга»[67]
- Благодарность Президента Российской Федерации (30 июля 2010) — за заслуги в законотворческой деятельности и многолетнюю добросовестную работу[68]
- Почётный знак Совета Федерации «За заслуги в развитии парламентаризма»[67].
- Почетная грамота Совета Федерации[67].
- Орден святого равноапостольного великого князя Владимира (2010 год)[источник не указан 4322 дня]
- Орден святого благоверного князя Даниила Московского (РПЦ, 3 мая 2005 год)[69]
- Орден святого преподобного Серафима Саровского 3 степени (РПЦ, 14 сентября 2013 год)[70][71]
- Медаль «В память 1000-летия Казани»
- Медаль «МПА СНГ. 25 лет» (27 марта 2017, Межпарламентская ассамблея СНГ) — за заслуги в деле развития и укрепления парламентаризма, за вклад в развитие и совершенствование правовых основ функционирования Содружества Независимых Государств, укрепление международных связей и межпарламентского сотрудничества[72]
- Почётная грамота Совета МПА СНГ (17 апреля 2014, Межпарламентская ассамблея СНГ) — за активное участие в деятельности Межпарламентской Ассамблеи и её органов, вклад в укрепление дружбы между народами государств — участников Содружества Независимых Государств[73]